# Nécropole de Herrera de Pisuerga
La nécropole de Herrera de Pisuerga (en espagnol : Necrópolis [visigoda] de Herrera de Pisuerga) est une nécropole wisigothique découverte à Herrera de Pisuerga, dans la province de Palencia, en Castille.

## Histoire
Les premières fouilles, menées dans les années 1930 par l'archéologue espagnol Julio Martínez Santa-Olalla (es), ont mis au jour une cinquantaine de sépultures datant d'une période allant de la fin du VIe siècle au VIIe siècle. Seize tombes contenaient des objets funéraires, principalement des bijoux (boucles d'oreille, colliers, broches, bracelets, bagues, etc.), des plaques-boucles et des fibules.
De nouvelles tombes furent découvertes en 2016,.
Ces découvertes archéologiques sont notamment conservées au Musée archéologique national de Madrid, ainsi qu'au Museo Arqueológico de Palencia.
La nécropole de Herrera de Pisuerga est l'une des plus importantes nécropoles de la période wisigothique (Ve – VIIIe siècles).

## Galerie

Objets provenant de la nécropole de Herrera de Pisuerga au musée d'archéologie nationale de Saint-Germain-en-Laye.
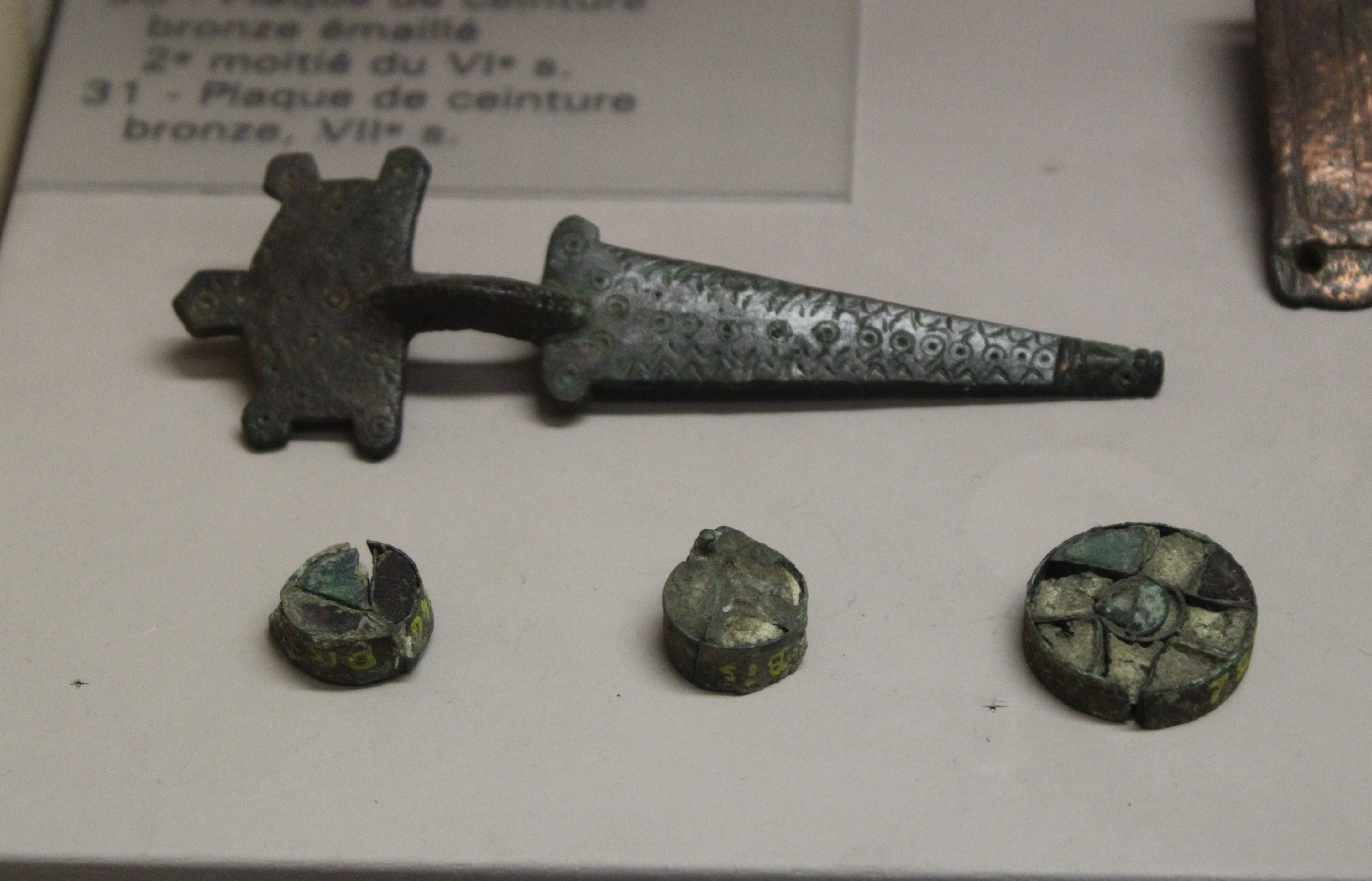
Fibule en bronze et éléments cloisonnés en bronze et verre, VIe siècle.
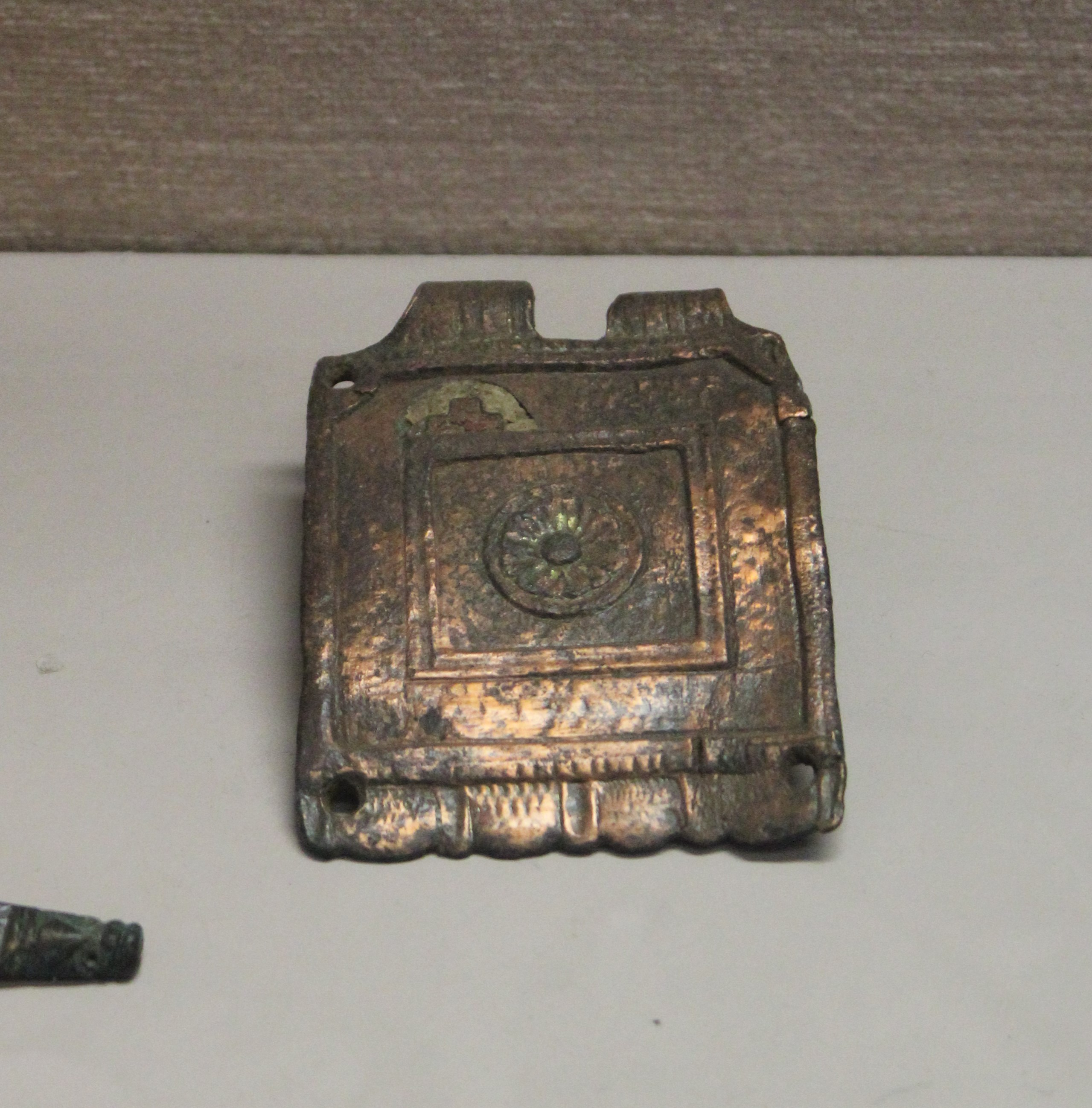
Plaque de ceinture en bronze émaillé, VIe siècle.
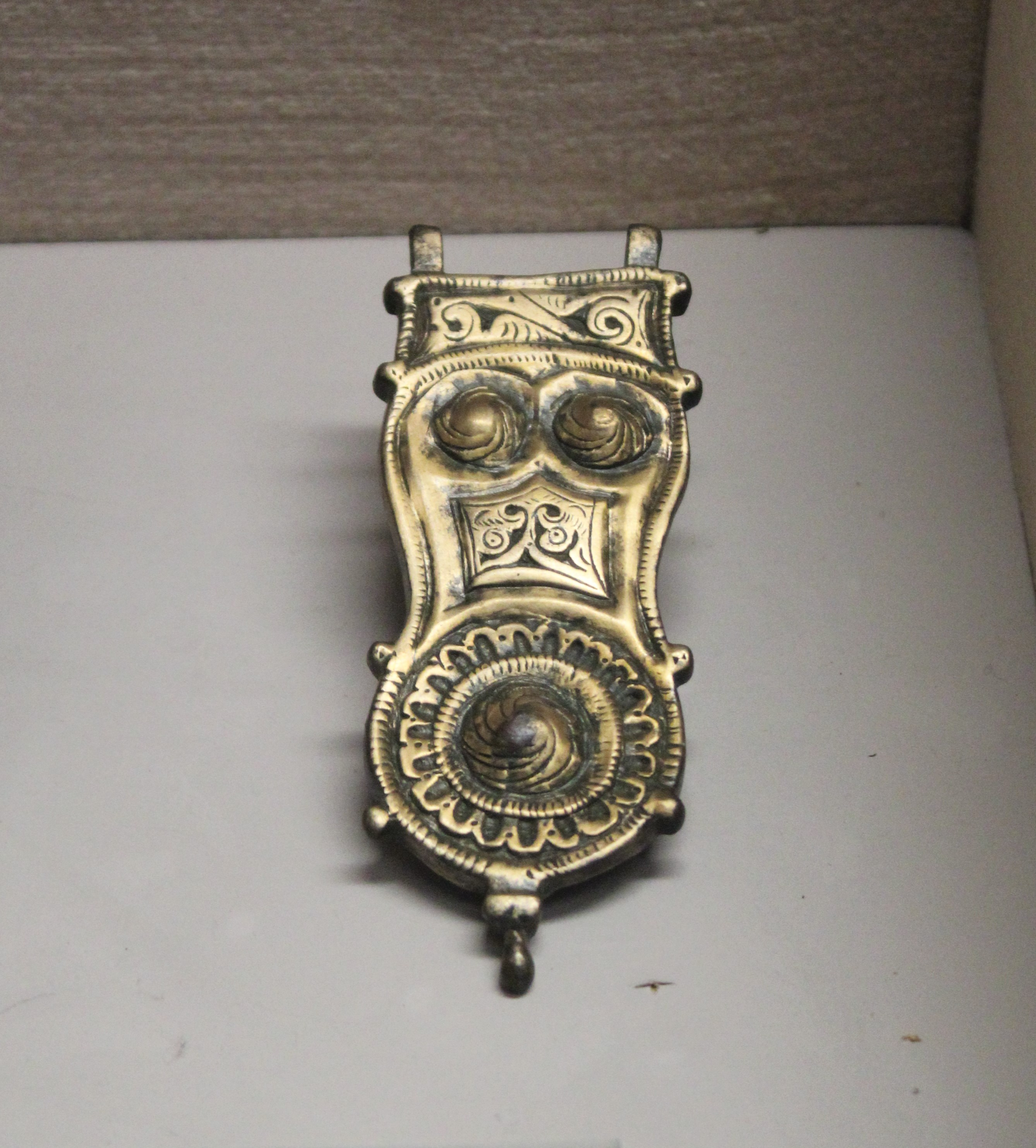
Plaque de ceinture en bronze, VIe siècle.